# Петко Каравелов
Петко Стоичев Каравелов (буг. Петко Стойчев Каравелов; Копривштица, 24. март 1843 — 24. јануар 1903) био је водећи бугарски либерални политичар који је у четири наврата био премијер.

## Биографија
Рођен је 24. марта 1843. у Копривштици, његов старији брат Љубен у почетку је постао познатији као писац и водећи члан бугарског револуционарног централног комитета. Првобитно школован у школи грчког језика у Еносу, Каравелов је био шегрт ткач све док у шеснаестој години није отишао у Москву. Тамо је студирао историју и филологију на Московском државном универзитету Ломоносов пре него што је служио као тутор бројним угледним породицама. Такође је служио у руској војсци током руско-турског рата. Године 1878. Руси су га поставили за заменика гувернера Свиштова, пре него што је изабран у нову скупштину либералне странке.
Био је оснивач Демократске странке око почетка века. За разлику од ранијих мишљења Каравелова, нова група је фаворизовала слободне руке у спољној политици, али је више волела ближи однос са западноевропским силама, а не са Русијом. До тада је препознат као „велики старац” демократског либерализма у Бугарској и био је центар широког круга утицајних следбеника у главном граду државе Софији. Накратко се вратио 1901. да води прву владу странке.
Преминуо је 24. јануара 1903. у Софији. Сахрањен је заједно са својом супругом у кругу цркве Светих Седам Светаца, а њихов гроб је једини у цркви (која нема гробље). Отац је Лоре Каравелове, која је била удата за Пеја Јаворова. Починила је самоубиство 1913. године током свађе са супругом, због које је Јаворову суђено и ослобођен је оптужби.

## Премијер
Први пут му је понуђено премијерско место 1879. године када га је Александар I Батенберг замолио да предводи коалициону администрацију. Каравелов је међутим одбио понуду, пошто је Александар захтевао антируску владу која би ограничила слободе, а либералима су обе одредбе неприхватљиве. Први пут је служио на месту премијера 1880–1881, али је ефективно проглашен као persona non grata када је Александар суспендовао устав 1881. Бројни либерали следили су Каравелова у прогонство, иако је значајна група остала у Бугарској, стварајући поделу у странци. Преселио се у Пловдив, у полуаутономној Источној Румелији, где је нашао посао учитеља, пре него што се 1884. вратио у Бугарску. Током изгнанства служио је и као градоначелник Пловдива.
Каравелов се потом вратио на место премијера од 1884. до 1886, надгледајући пловидски преврат и српско-бугарски рат. Тврди се да је 1885. године Каравелов био умешан у заверу коју су предводили Руси да би заједно са супругом Екатерином збацили Александра, мада је непознато да ли су руски изасланици убедили Каравелове да се потпуно укључе у шему. Придружио се Стефану Стамболову и другима као члан Регентног савета након абдикације Александра I Батенберга 1886. године. Владао је као премијер, блиско повезан са Русијом. Каравелов је критикован као лош јавни говорник који је пустио да његов его утиче на његове политичке одлуке, иако су га присталице хвалиле као прагматичара и државника оштрог академског ума.
Као предани либерал, придружио се Демократској странци након њиховог раздвајања. Прекинуо је везу са бившим савезником Стамболовом и био затворен 1891—1894, након што је оптужен за подстицање атентата на владиног министра Христа Белчева. Током ових и других краћих затворских дана под Стамболовим, Каравелов је био подвргнут тортуром. Амнестиран је 1894. оставком Стамболова.